# Teofil Bromboszcz

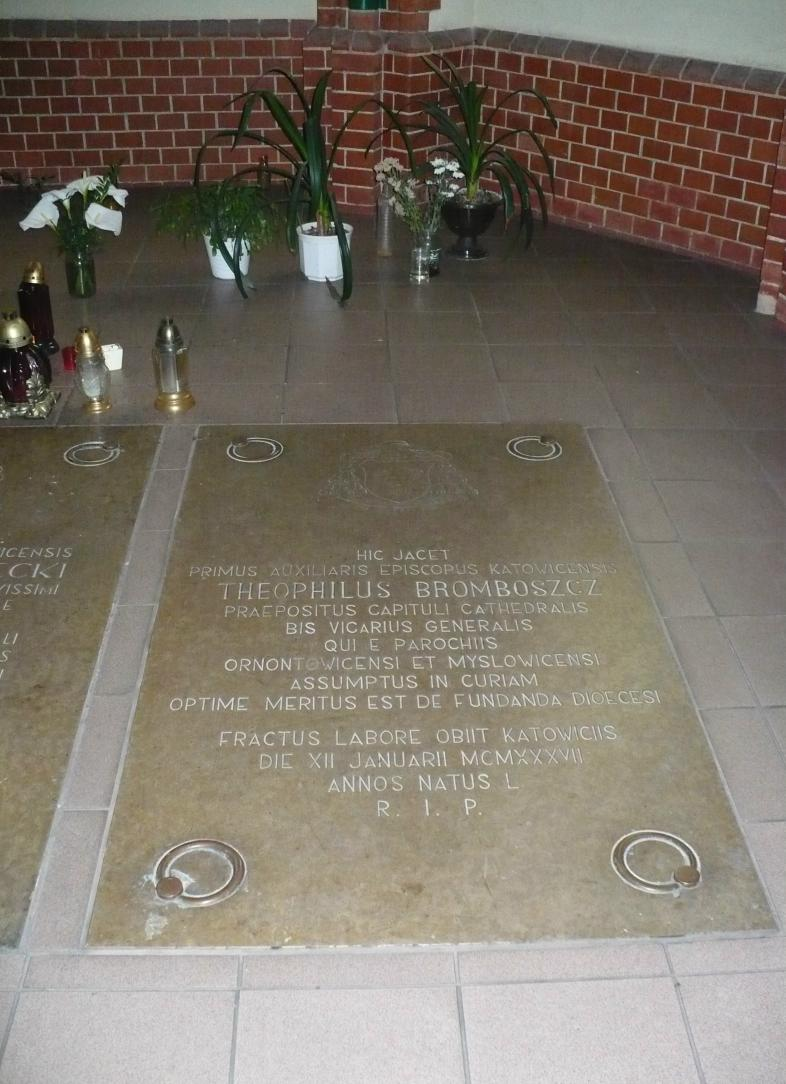
Grób Teofila Bromboszcza w kościele Świętych Apostołów Piotra i Pawła w Katowicach

Teofil Bromboszcz (ur. 25 kwietnia 1886 w Ligocie, zm. 12 stycznia 1937 w Katowicach) – polski biskup rzymskokatolicki, biblista, działacz plebiscytowy i patriotyczny, biskup pomocniczy katowicki w latach 1934–1937, organizator struktur diecezji katowickiej.

## Życiorys

### Pochodzenie i początki kapłaństwa
Urodził się jako dziewiąte z dziesięciorga dzieci chałupnika Michała oraz Franciszki ze Zdziarków. Po ukończeniu w 1889 dwuklasowej szkoły powszechnej w Ligocie kształcił się w gimnazjum klasycznym w Pszczynie, a następnie w Gliwicach. Maturę uzyskał w 1908.
Formację filozoficzno-teologiczną odbył na Wydziale Teologicznym Uniwersytetu Wrocławskiego. Podczas studiów działał w tajnych stowarzyszeniach młodzieży polskiej. Święcenia diakonatu otrzymał 23 marca 1912, a święcenia kapłańskie 22 czerwca 1912 we Wrocławiu z rąk kardynała Georga Koppa.
29 sierpnia 1912 został skierowany do parafii św. Jana Chrzciciela w Szczecinie, w charakterze duszpasterza katolickiej diaspory wyznaniowej. Wysyłanie księży o propolskich przekonaniach narodowych do odległych parafii należało w tym czasie do działań systematycznie praktykowanych w archidiecezji wrocławskiej. 1 października 1914 otrzymał roczny urlop naukowy w celu odbycia studiów specjalistycznych w zakresie teologii biblijnej Nowego Testamentu w Papieskim Instytucie Biblijnym, jednak nie podjął ich. Równocześnie zgłosił się do posługi kapelana wojskowego w armii niemieckiej pod zwierzchnictwo biskupa polowego Heinricha Joeppena. 13 października 1914 otrzymał z wrocławskiej kurii biskupiej pisemną naganę za samowolne opuszczenie parafii oraz zgodę na służbę w wojsku. Sprawując opiekę nad żołnierzami polskimi, służył na froncie belgijskim, francuskim oraz bałkańskim, za co otrzymał Żelazny Krzyż I klasy.
Od 1917 był proboszczem garnizonu w Toruniu. 29 czerwca 1918 uzyskał doktorat na podstawie napisanej w języku niemieckim pracy Jedność Ewangelii Świętego Jana. 15 września tego roku ukończył kurs pedagogiczny w seminarium nauczycielskim w Toruniu, a 16 października złożył egzamin proboszczowski we Wrocławiu.

### Po I wojnie światowej – działalność plebiscytowa
23 stycznia 1919 otrzymał zwolnienie z wojska. 31 stycznia tego roku kardynał Adolf Bertram mianował go redaktorem „Posłańca Niedzielnego” (tygodnika  dla diecezjan polskich), a 1 marca wikariuszem parafii katedralnej św. Jana Chrzciciela we Wrocławiu. Sprawował opiekę duszpasterską nad Polakami mieszkającymi we Wrocławiu, dla których założył Towarzystwo Kościelne Polaków Katolików pod wezwaniem bł. Czesława.
Zaangażował się w sprawę organizacji plebiscytu na Górnym Śląsku i zyskał przychylność komisarza rządu polskiego dla sprawy plebiscytu Wojciecha Korfantego. Współpracował z Polską Radą Ludową oraz Polskim Towarzystwem Gimnastycznym „Sokół” we Wrocławiu. Ze względu na działalność narodowościową odrzucił, złożoną mu 16 czerwca 1920 przez Wydział Teologiczny Uniwersytetu Stefana Batorego w Wilnie, propozycję objęcia profesury i wykładów z Nowego Testamentu. Był inwigilowany i denuncjowany przez niemieckie służby wywiadowcze, wskutek czego utracił stanowisko redaktora „Posłańca Niedzielnego”. We wrześniu 1920 opuścił Wrocław i osiadł tymczasowo w Mikołowie, skąd poprosił kurię wrocławską o udzielenie mu urlopu.
2 października 1920 został administratorem parafii św. Michała Archanioła w Ornontowicach, a 28 sierpnia 1922 proboszczem tej parafii. Zreorganizował na jej terenie życie parafialne, dokonał remontu kościoła, przeprowadził budowę klasztoru Sióstr Służebniczek oraz stworzył warunki do zamieszkania dla nauczycieli przybyłych spoza Śląska. Był inicjatorem usypania Kopca Wolności, przy którym następnie odbywały się uroczystości patriotyczne (zniszczono go w trakcie II wojny światowej).
Uczestniczył w przygotowaniach wiernych parafii górnośląskich do plebiscytu. Organizował w powiecie pszczyńskim polskie rady ludowe oraz wycieczki młodzieży do Krakowa. Po rozstrzygnięciu plebiscytu pozostał rzecznikiem sprawy polskiej. Z jego inicjatywy sprowadzono na Śląsk Związek Obrony Kresów Zachodnich, którego prezesem następnie go wybrano. Był okręgowym opiekunem Związku Powstańców Śląskich. 1 sierpnia 1923 odsłonił pomnik powstańców śląskich w Orzeszu, którego poświęcenia odmówił miejscowy proboszcz. Wiosną 1921 zapadł na chorobę płuc, z którą zmagał się przez resztę życia.

### W Administracji Apostolskiej Śląska Polskiego i diecezji katowickiej
Po utworzeniu 7 listopada 1922 Administracji Apostolskiej Śląska Polskiego włączył się w budowę jej struktur organizacyjnych. 1 lutego 1923 otrzymał od administratora apostolskiego Augusta Hlonda nominację na egzaminatora prosynodalnego, 28 lutego tego roku na cenzora książek, a 29 października na członka Komisji Czystości Wiary. 12 września 1923 został powołany na stanowisko wikariusza generalnego Administracji.
Po utworzeniu 11 listopada 1925 diecezji katowickiej zajął się koordynowaniem spraw finansowych diecezji oraz otrzymał nominację na konsulatora diecezjalnego. 15 czerwca 1926 został kanonikiem Kapituły Katedralnej w Katowicach. 21 października 1926 papież Pius XI mianował go prałatem. Po tym jak pierwszy biskup katowicki August Hlond ustanowiony został arcybiskupem metropolitą gnieźnieńskim i poznańskim oraz prymasem Polski, Bromboszcz sprawował w okresie od 5 do 30 października 1926 urząd wikariusza kapitulnego diecezji katowickiej. W tym czasie Związek Niemieckich Katolików w Polsce zgłosił w Stolicy Apostolskiej protest przeciw ewentualnemu powołaniu go na biskupstwo katowickie. Powodem sprzeciwu było jego zaangażowanie w sprawę plebiscytu oraz stawiane mu zarzuty deprecjonowania proniemiecko zorientowanych kapłanów przy mianowaniu duszpasterzy mniejszości niemieckiej.
Jako wikariusz generalny diecezji odpowiedzialny był za podjęcie szeregu przedsięwzięć. Zakupił grunt pod budowę katowickiej katedry oraz majątek Kokoszyce z przeznaczeniem na utworzenie ośrodka rekolekcyjnego, był także pomysłodawcą i współzałożycielem Księgarni i Drukarni Katolickiej. Odpowiadał za budowę gmachu Śląskiego Seminarium Duchownego w Krakowie. W Tarnowskich Górach współzałożył konwikt biskupi dla młodzieży szkół średnich pochodzącej z odległych miejscowości.
1 lipca 1927 biskup diecezjalny katowicki Arkadiusz Lisiecki odwołał go z funkcji wikariusza generalnego.

### Proboszcz mysłowicki
1 czerwca 1927 został proboszczem parafii Najświętszego Serca Pana Jezusa w Mysłowicach. Przeprowadził remont trzech należących do parafii kościołów, zakupił dzwony dla kościoła Najświętszego Serca Pana Jezusa, przyczynił się do kupna starej synagogi i przeznaczenia jej na Katolicki Dom Ludowy oraz utworzył sierociniec, który oddał pod opieką salezjanów. Był katechetą w Szkole Górniczej (w latach 1929–1930) oraz opiekunem emigrantów wyjeżdżających na Zachód za pośrednictwem mysłowickiej stacji emigracyjnej.
4 stycznia 1933 został podniesiony do godności kanonika teologa Kapituły Katedralnej. Podjął pracę nad opracowaniem katechizmu dla diecezji katowickiej oraz podręcznika historii biblijnej. 12 stycznia 1934 biskup diecezjalny katowicki Stanisław Adamski mianował go asystentem kościelnym Diecezjalnego Instytutu Akcji Katolickiej. W tym okresie stan jego zdrowia ulegał stopniowemu pogorszeniu.

### Biskup pomocniczy katowicki
24 marca 1934 papież Pius XI mianował go biskupem pomocniczym diecezji katowickiej (wedle ówczesnego nazewnictwa biskupem sufraganem) oraz biskupem tytularnym Kandyby (w Azji Mniejszej). Sakrę biskupią otrzymał 3 czerwca 1934 z rąk bpa Stanisława Adamskiego przy współudziale biskupa polowego Józefa Gawliny oraz biskupa diecezjalnego częstochowskiego Teodora Kubiny w kościele parafialnym Najświętszego Serca Pana Jezusa w Mysłowicach, gdzie jako biskup pozostał nadal także proboszczem. W herbie biskupim umieścił głowę św. Jana Chrzciciela, znajdującą się również w herbie Mysłowic.
14 kwietnia 1934 otrzymał funkcję delegata biskupiego dla Związku Caritas. 30 grudnia 1934 został prepozytem Kapituły Katedralnej. 1 stycznia 1935 podjął ponownie zadania wikariusza generalnego diecezji katowickiej. W związku z ciężką chorobą biskupa Adamskiego w okresie od marca do lipca 1935 samodzielnie zarządzał diecezją. 30 stycznia 1936 zrezygnował z kierowania parafią mysłowicką, gdzie jego następcą został ksiądz Józef Matuszek. Wtedy też przeprowadził się z probostwa mysłowickiego do nowego gmachu kurii biskupiej w Katowicach. Od końca 1935 zmagał się z białaczką, utrzymując jednak ciągle aktywność duszpasterską.
Czynnie wspierał pracę Akcji Katolickiej oraz Sodalicji Mariańskiej. W okresie wielkiego kryzysu gospodarczego przeznaczał fundusze zebrane na budowę katedry na cele charytatywne. Poświęcił kościół Najświętszego Serca Pana Jezusa w Murckach (28 października 1934), konsekrował kościoły św. Antoniego w Dąbrówce Małej (4 listopada 1934) oraz św. Michała Archanioła w Goleszowie (12 maja 1935). Udzielił święceń kapłańskich przyszłym biskupom Wilhelmowi Plucie (24 czerwca 1934) i Pawłowi Latuskowi (30 czerwca 1935).
Zmarł w wyniku choroby nowotworowej 12 stycznia 1937. Jego pogrzeb odbył się 15 stycznia 1937 w prokatedrze św. Apostołów Piotra i Pawła w Katowicach. Tam także został pochowany. Po jego śmierci do kurii biskupiej w Katowicach napłynęło 157 telegramów kondolencyjnych.
W homilii pogrzebowej biskup Gawlina powiedział o biskupie sufraganie Teofilu Bromboszczu:

Był otwarty i szczery, szedł równym krokiem z biskupem swoim, nie rezerwując sobie żadnych korzyści, żadnych aspiracji egoistycznych. Gardził zapłatą, przywilejami, protekcją. Wiedział, że są Imponderabilia, których ani ważyć, ani obliczyć, ani zapłacić nie można.

## Upamiętnienie
Od 2010 roku nazwę Ks. bpa Teofila Bromboszcza nosi ulica w katowickiej dzielnicy Ligota-Panewniki.

## Ordery i odznaczenia
- Krzyż Żelazny I klasy (Cesarstwo Niemieckie)[10]
- Krzyż Zasługi Wojskowej z dekoracją wojenną (Austro-Węgry)[10]